# فلسبار

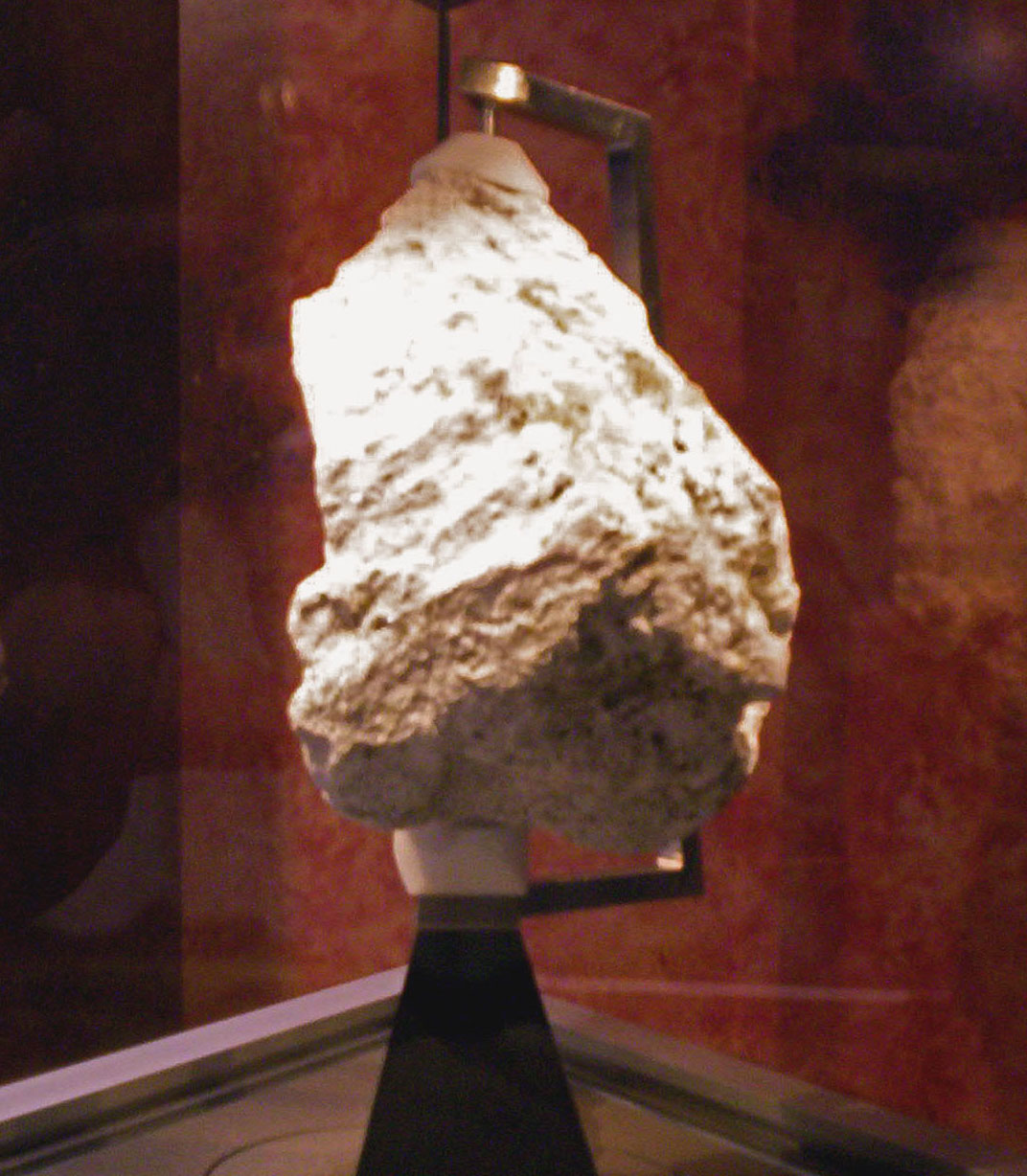
فلدسبار

الفلسبار أو الفلدسبار (بالألمانية: Feldspat) هي مجموعة من الأملاح المعدنية التي لها تركيب مشابه وهي العناصر المشكلة للصخور وهي تشكل 60% من تكوين القشرة الأرضية، هي مجموعة كبيرة ولكن هناك 20 عنصراً تعد معروفة بينها، ولكن هناك 9 عناصر معروفة بشكل جيد، إذ أن مجموعة الـ 9 هذه تشكل أكبر نسبة من الأملاح المعدنية التي توجد في القشرة الأرضية ذات صلابة 6 وزنها النوعي 2.5 .
-الفلسبار -هو أحد المعادن الثلاثة الناتجة من التحلل الكميائي للجرانيت وهو معدن ضعيف التأثير تحت حمض الكربونيك الناتج من ذوبان غاز ثاني اكسيد الكربون في مياه الأمطار فيتحول تحت تأثير أيون الهيدروجين طاردا جزء من السيلكا وايونات من البوتاسيوم والصوديوم ويتحول إلى كاولينات.

## التجوية
أثار التجوية الكيميائية للفلسبار يتحول الي معدن جديد هو الكاولينيت ويظهر ذلك في انطفاء بريقة وتحوله للحاله الترابية.

## الإنتاج والاستخدام
حوالي 20 مليون طن من الفلسبار تم إنتاجه في عام 2010، معظمه من ثلاث بلدان: إيطاليا (4.7 مليون طن)،تركيا (4.5 مليون طن)،الصين (2 مليون طن).

## معرض صور

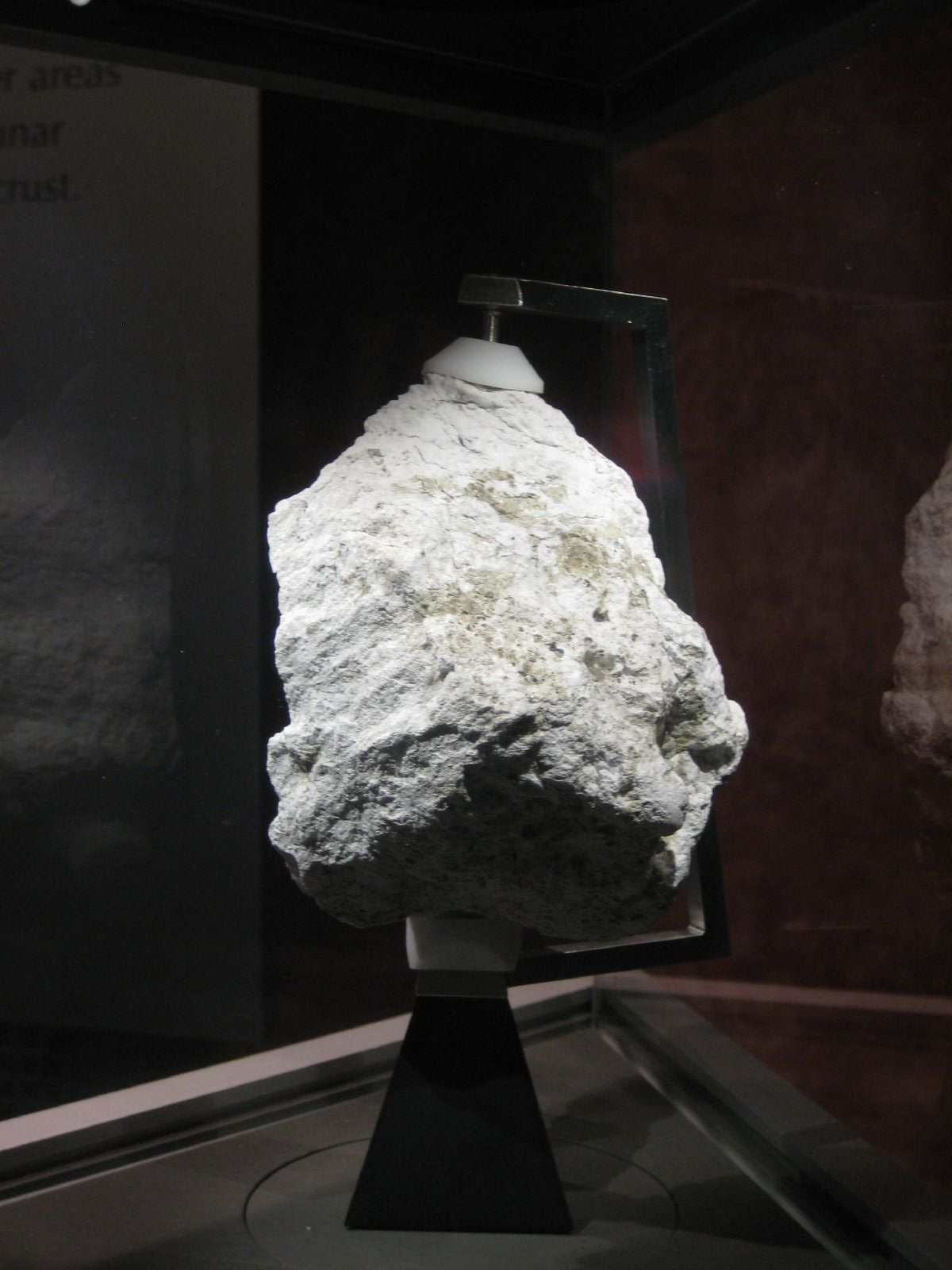
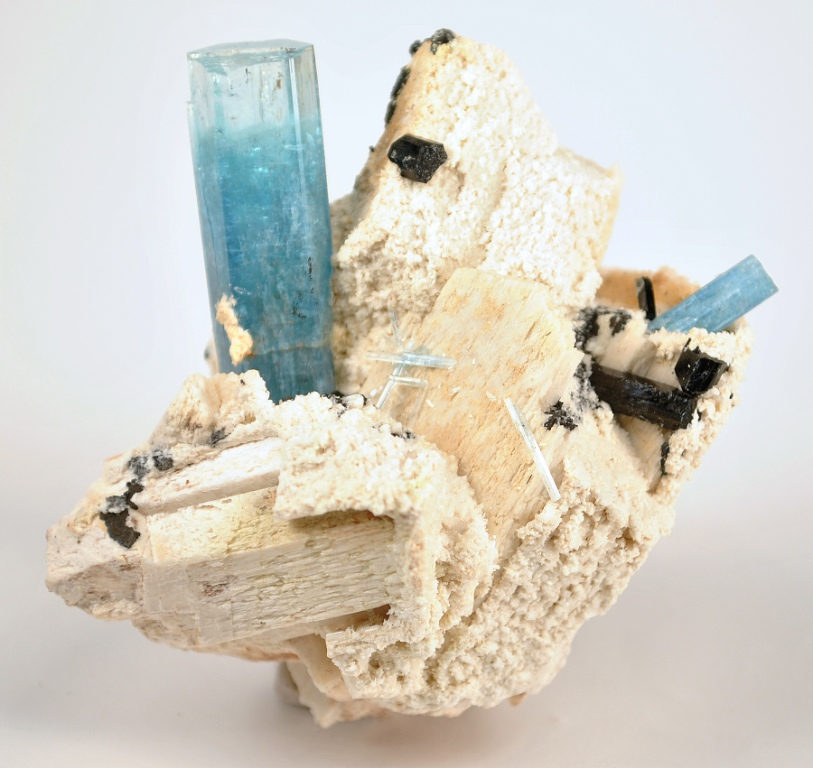
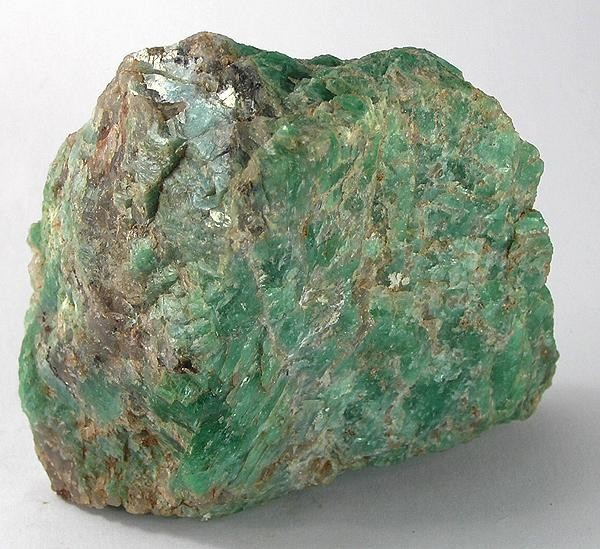
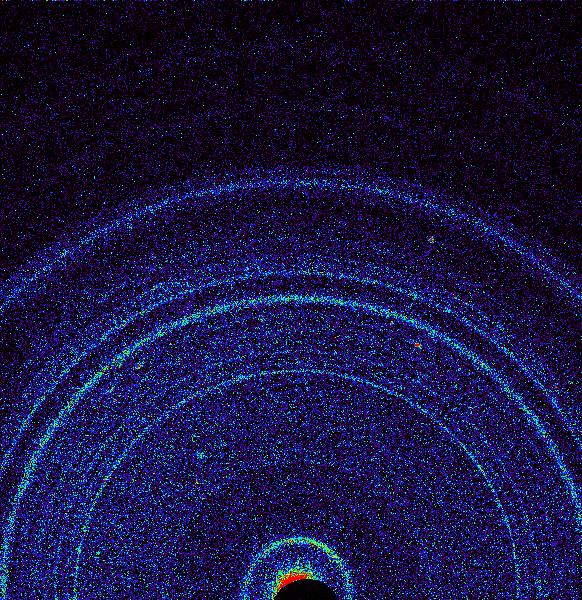
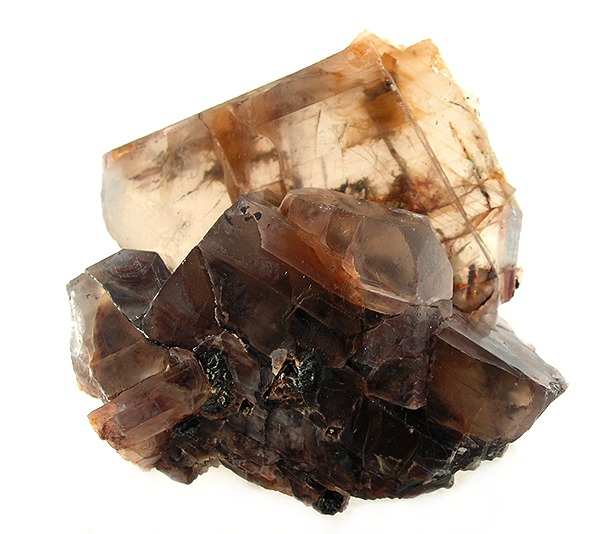
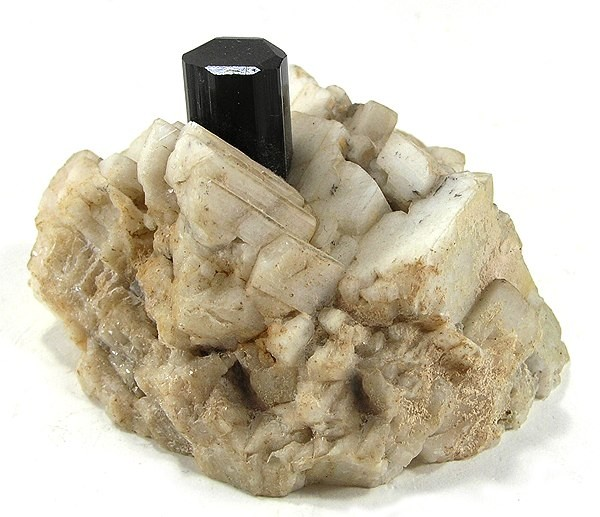

## وصلات خارجية
- مجموعة الفلسبار
- Bonewitz, Ronald Louis (2005). Rock and Gem. New York: DK Publishing. ISBN 978-0-7566-3342-4.